# Клоуверленд (округ Вілас, Вісконсин)
Клоуверленд (англ. Cloverland) — місто (англ. town) в США, в окрузі Вілас штату Вісконсин. Населення — 1068 осіб (2020).

## Демографія
Згідно з переписом 2010 року, у місті мешкало 1029 осіб у 470 домогосподарствах у складі 324 родин. Було 1105 помешкань
Расовий склад населення:
| - 96,7 % — білих - 0,8 % — азіатів - 0,5 % — корінних американців |

До двох чи більше рас належало 1,7 %. Частка іспаномовних становила 1,4 % від усіх жителів.
За віковим діапазоном населення розподілялося таким чином: 15,4 % — особи молодші 18 років, 57,0 % — особи у віці 18—64 років, 27,6 % — особи у віці 65 років та старші. Медіана віку мешканця становила 51,8 року. На 100 осіб жіночої статі у місті припадало 105,8 чоловіків; на 100 жінок у віці від 18 років та старших — 98,9 чоловіків також старших 18 років.
Середній дохід на одне домашнє господарство становив 71 384 долари США (медіана — 56 818), а середній дохід на одну сім'ю — 78 707 доларів (медіана — 63 250). Медіана доходів становила 47 083 долари для чоловіків та 40 357 доларів для жінок. За межею бідності перебувало 5,8 % осіб, у тому числі 6,0 % дітей у віці до 18 років та 5,1 % осіб у віці 65 років та старших.
Цивільне працевлаштоване населення становило 498 осіб. Основні галузі зайнятості: транспорт — 15,3 %, роздрібна торгівля — 14,9 %, освіта, охорона здоров'я та соціальна допомога — 13,1 %, будівництво — 12,4 %.